# Jenny Agutter
Jennifer Ann Agutter (Taunton, 20 dicembre 1952) è un'attrice britannica.

## Biografia
Figlia di Catherine Lynam e di Derek Brodie Agutter, un ex-ufficiale dell'Esercito Britannico, da bambina ha vissuto in Dhekelia, Cipro e Kuala Lumpur, Malaysia. Mentre studiava alla Elmhurst Ballet School, è stata scoperta da un agente di casting, alla ricerca di una giovane ragazza di lingua inglese per un film. Il primo ruolo importante lo ha avuto nella miniserie della BBC The Railway Children (1968), nella parte di Roberta, ripreso successivamente nel film Quella fantastica pazza ferrovia (1970). Tra i suoi film, da ricordare La fuga di Logan (1976) e Un lupo mannaro americano a Londra (1981). Nel 1977 ha vinto il BAFTA alla migliore attrice non protagonista per la sua interpretazione in Equus. Dal 2012 veste i panni di sorella Julienne nella serie BBC L'amore e la vita - Call the Midwife.

## Vita privata
Dal 4 agosto 1990 la Agutter è sposata con Johan Tham, un albergatore svedese, da cui ha avuto un figlio, Jonathan, nato il 25 dicembre 1990.

## Filmografia parziale

### Cinema
- La rivolta del Sudan (East of Sudan), regia di Nathan Juran (1964)
- Quella fantastica pazza ferrovia (The Railway Children), regia di Lionel Jeffries (1970)
- L'inizio del cammino (Walkabout), regia di Nicolas Roeg (1971)
- La fuga di Logan (Logan's Run), regia di Michael Anderson (1976)
- La notte dell'aquila (The Eagle Has Landed), regia di John Sturges (1976)
- Equus, regia di Sidney Lumet (1977)
- L'uomo dalla maschera di ferro (The Man in the Iron Mask), regia di Mike Newell (1977)
- Amore, piombo e furore (China 9, Liberty 37), regia di Monte Hellman (1978)
- Dominique, regia di Michael Anderson (1979)
- L'enigma dei banchi di sabbia (The Riddle of the Sands), regia di Tom Maylam (1979)
- Un'adorabile canaglia (Sweet William), regia di Claude Whatham (1980)
- Amy, regia di Vincent McEveety (1981)
- Un lupo mannaro americano a Londra (An American Werewolf in London), regia di John Landis (1981)
- Il grattacielo della morte (Dark Water), di Freddie Francis e Ken Wiederhorn (1987)
- Darkman, regia di Sam Raimi (1990)
- La bambola assassina 2 (Child's Play 2), regia di John Lafia (1990)
- Freddie the Frog, regia di Jon Acevski (1992) - voce
- Blue Juice, regia di Carl Prechezer (1995)
- Un'insolita missione (The Parole Officer), regia di John Duigan (2001)
- Irina Palm - Il talento di una donna inglese (Irina Palm), regia di Sam Garbarski (2007)
- Ladri di cadaveri - Burke & Hare (Burke & Hare), regia di John Landis (2010)
- Outside Bet, regia di Sacha Bennett (2012)
- The Avengers, regia di Joss Whedon (2012)
- Captain America: The Winter Soldier, regia di Anthony e Joe Russo (2014)
- Queen of the Desert, regia di Werner Herzog (2015)
- Sometimes Always Never, regia di Carl Hunter (2018)
- The Railway Children Return, regia di Morgan Matthews (2022)

### Televisione
- Magnum, P.I. – serie TV, episodio 5x12 (1985)
- La signora in giallo (Murder, She Wrote) – serie TV, episodio 3x04 (1986)
- Ai confini della realtà (The Twilight Zone) – serie TV, 2 episodi (1986-1987)
- Miss Marple (Agatha Christie's Marple) – serie TV, episodio 1x03 (2004)
- Poirot (Agatha Christie's Poirot) – serie TV, episodio 10x04 (2006)
- L'ispettore Barnaby (Midsomer Murders) – serie TV, episodio 12x06 (2009)
- L'amore e la vita - Call the Midwife (Call the Midwife) – serie TV (2012-in corso)

## Doppiatrici italiane
Nelle versioni in italiano delle opere in cui ha recitato, Jenny Agutter è stata doppiata da:
- Vittoria Febbi in La fuga di Logan
- Lorenza Biella in L'uomo dalla maschera di ferro
- Emanuela Rossi in Un lupo mannaro americano a Londra
- Anna Melato in La bambola assassina 2
- Lilli Manzini in Blue Juice
- Barbara Castracane in L'amore e la vita - Call the Midwife

Come doppiatrice è stata sostituita da:
- Alessandra Cassioli in Freddie the Frog